# 예수주의
예수주의는 나자렛의 예수의 가르침의 철학과 그에 대한 집착이다.
예수주의는 기독교의 최고 권위를 예수로 여긴다. 예수주의 내에서, 하나는 원래의 순도로 예수의 말을 복원하고자 한다. 이는 복음서와 최근의 고고학적 연구에 의해 밝혀진 오해의 인간 보간의 근절이 포함되어 있다.
예수주의는 때로 주류 방향과 갈라지거나 반대한다. 특히, 이 용어는 종종 주류 교회의 교리와 타르수스의 바오로에 따른 신학과 대조된다. 기독교 성경이나 교회의 교리에 반대되는 것은 아니지만, 예수주의는 예수의 가르침을 통해 자신의 권위를 긍정하지 않는다. 철학에서, 오웬 플라나간은 예수주의를 신앙과 과학 사이의 충돌을 거부한, 자연주의와 합리주의자로 특징했다.
예수주의와 관련된 것은 아니지만, 빨간 편지 성경은 예수의 가르침을 공부하는 하나의 방법이다. 또 다른 하나는 제퍼슨 성경이다. 많은 신약 학자들은 예수의 진정한 말씀과 행동을 식별하기 위해 노력했다; 특히, 게자 베르메스는 그의 예수의 정통 복음에서 공관 복음서의 요소 중 예수에 기인한 것이 무엇인지 식별했다.

## 같이 보기
- 기독교 이신주의
- 기독교 무신주의
- 예수 운동
- 유대 기독교인
- 예수의 공생애
- 신 수행주의
- 산상 수훈
- 공관 복음서
- 그리스도 예수의 보병궁 복음서
- 톨스토이 운동